# 島田清田
島田 清田（しまだ の きよた）は、平安時代初期の貴族。姓は臣のち朝臣。正六位上・島田村作の子。孫に島田忠臣、良臣がいる。官位は従五位上・伊賀守。

## 出自
神八井耳命の五世孫の武恵賀前命の孫にあたり、成務朝で尾張国島田上下2郡（現在の愛知県名古屋市天白区島田）の悪神を平伏し復命後に島田臣の氏姓を与えられた仲臣子上の後裔とされる皇別氏族。多臣の一族で、尾張国丹羽郡出身の地方豪族である丹羽臣と同祖とされる。

## 経歴
若くして大学寮に入学し経書と史書を広く学ぶ。文章生試に及第したのち、大学少属・大宰少典・内蔵少属を歴任。この間、弘仁4年（813年）には多人長による『日本書紀』の講書を受けた一人として名を連ねている。弘仁14年（823年）朝臣姓に改姓する。
淳和朝に入ると少外記次いで大外記を務める傍ら、勘解由判官・下野権掾を兼帯、天長6年（829年）には従五位下に昇叙された。またこの間、『日本後紀』の編纂にも参画している。仁明朝では大外記・宮内少輔・治部少輔・伊賀守を歴任した。文徳朝の仁寿元年（851年）従五位上に至る。
斉衡2年（855年）9月18日卒去。享年77。最終官位は散位従五位上。

## 官歴
『六国史』による。
- 弘仁年間：大学少属。大宰少典。内蔵少属
- 弘仁14年（823年） 日付不詳：臣姓から朝臣姓に改姓
- 天長元年（824年） 日付不詳：少外記
- 天長3年（826年） 2月：兼勘解由判官[4]
- 天長4年（827年） 3月：大外記[4]
- 時期不詳：正六位上
- 天長6年（829年） 正月7日：従五位下
- 天長8年（831年） 正月23日：兼下野権掾[4]
- 承和2年（835年） 8月14日：宮内少輔[4]
- 承和4年（837年） 日付不詳：治部少輔
- 承和6年（839年） 9月7日：伊賀守
- 仁寿元年（851年） 11月26日：従五位上
- 斉衡2年（855年）9月18日：卒去（散位従五位上）